# The Cowardly Lion of Oz
The Cowardly Lion of Oz, publicado em 1923, é o décimo-sétimo livro sobre a terra de Oz, criada por L. Frank Baum e o terceiro livro escrito por Ruth Plumly Thompson. Foi ilustrado por John R. Neill.